# ایرینا ورونینا
ایرینا ورونینا (انگلیسی: Irina Voronina؛ زادهٔ ۱۹ دسامبر ۱۹۷۷) یک هنرپیشه اهل روسیه است.